# Thornton (Iowa)
Thornton é uma cidade localizada no estado americano de Iowa, no Condado de Cerro Gordo.

## Demografia
Segundo o censo americano de 2000, a sua população era de 422 habitantes.
Em 2006, foi estimada uma população de 400, um decréscimo de 22 (-5.2%).

## Geografia
De acordo com o United States Census Bureau tem uma área de
3,2 km², dos quais 3,2 km² cobertos por terra e 0,0 km² cobertos por água. Thornton localiza-se a aproximadamente 381 m acima do nível do mar.

## Localidades na vizinhança
O diagrama seguinte representa as localidades num raio de 20 km ao redor de Thornton.